# トリノ市電8000形電車
トリノ市電8000形電車（トリノしでん8000がたでんしゃ）は、イタリアの都市・トリノの路面電車（トリノ市電）の車両。日立レールが製造する超低床電車で、2023年から営業運転に用いられている。

## 概要
2020年、トリノ市電を運営する鉄道運営会社のグルッポ・トリネーゼ・トラスポルティ（Gruppo Torinese Trasporti S.p.A.、GTT）は、トリノ市電の旧型電車の置き換えや輸送力拡充を目的に、イタリアに工場を有する日立レールとの間に新型路面電車を導入する契約を交わした。これを基に生産が実施されるのが8000形である。
片運転台式の5車体連接車で、既存の超低床電車（6000形、全長34 m）と比べて全長は28 mと短くなっているが、機器配置の最適化を重視した設計により定員数は2024年時点のトリノ市電に在籍する車両で最大の218人（乗客密度6人/m2時）となっている。車内は床上高さを最大330 mmに抑えた段差が無い低床構造で、車椅子用のフリースペースが2箇所設置されている他、前方車体に一番近い乗降扉付近の座席には盲導犬を始めとした介助犬の待機スペースを備えている。また、車内の空調システムは乗客の健康を守るため高い安全基準を基に設計が行われている。塗装はGTT社が導入する新型バスと同様、トリノ市を代表する青色と黄色を取り入れたデザインとなっている。これらのデザインについてはジウジアーロ・アルキテットゥーラ社（Giugiaro Architettura）が手掛けている。
最初の車両は2022年にトリノに到着し、試運転を経た後2023年9月から営業運転を開始した。以降、2026年までに合計70両が導入され、トリノ市電の近代化が図られる事になっている。

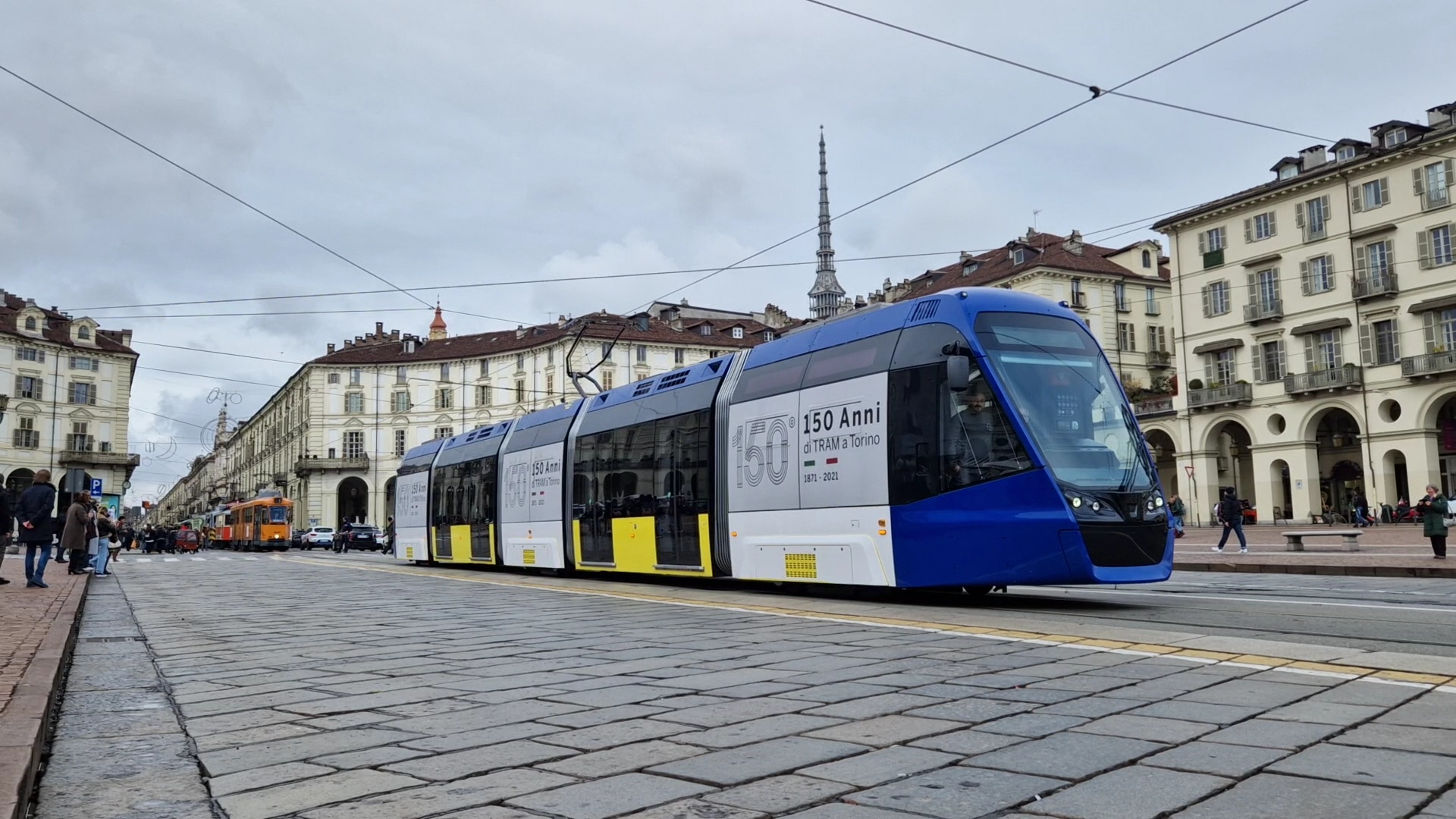
試運転中の8000形（2022年撮影）

## 参考資料
- Gruppo Torinese Transporti (November 2024). Parco Veicoli Schede Tecniche Anno 2024 (PDF) (Report). 2025年2月5日閲覧。